# Чемпионат Украины по баскетболу среди женщин
Чемпионат Украины по баскетболу среди женщин (укр. Суперліга) — турнир среди украинских баскетбольных женских команд. В 2008 году лига раскололась на две части: Высшую лигу и Украинская профессиональная баскетбольная лига. В сезоне 2009/10 произошло объединение двух турниров в единый чемпионат под управлением УПБЛ. В сезоне 2011/12 УПБЛ отказалась от проведения национального первенства и чемпион определялся в розыгрыше Высшей лиги под началом Федерации баскетбола Украины.
Участниками сезона 2024/25 являются четыре клуба.

## Победители
| Год       | Победитель                  | Серебро                     | Бронза                      |
| --------- | --------------------------- | --------------------------- | --------------------------- |
| 1991/92   | Динамо Киев                 | Университет Симферополь     | Сталь Днепропетровск        |
| 1992/93   | Динамо Киев                 | Медин Донецк                | Сталь Днепропетровск        |
| 1993/94   | Динамо Киев                 | Медин Донецк                | Козачка-ЗАлК Запорожье      |
| 1994/95   | Динамо Киев                 | Медин Донецк                | Козачка-ЗАлК Запорожье      |
| 1995/96   | Динамо Киев                 | Козачка-ЗАлК Запорожье      | Ника Донецк                 |
| 1996/97   | Козачка-ЗАлК Запорожье      | Динамо Киев                 | Энергобис Донецк            |
| 1997/98   | Козачка-ЗАлК Запорожье      | Тим-СКУФ Киев               | Энергобис Донецк            |
| 1998/99   | Тим-СКУФ Киев               | Козачка-ЗАлК Запорожье      | Динамо Киев                 |
| 1999/00   | Тим-СКУФ Киев               | Чайка Бердянск              | ЗИГМУ Запорожье             |
| 2000/01*  | Козачка-ЗАлК Запорожье      | Динамо-НПУ Киев             | Чайка-АЗМОЛ Бердянск        |
| 2001/02   | Козачка-ЗАлК Запорожье      | Динамо-НПУ Киев             | Чайка-Курорт Бердянск       |
| 2002/03   | Козачка-ЗАлК Запорожье      | Тим-СКУФ Киев               | Чайка Бердянск              |
| 2003/04   | Козачка-ЗАлК Запорожье      | Тим-СКУФ Киев               | Динамо Киев                 |
| 2004/05   | Козачка-ЗАлК Запорожье      | Тим-СКУФ Киев               | Днепр Днепропетровск        |
| 2005/06   | Козачка-ЗАлК Запорожье      | Днепр Днепропетровск        | Тим-СКУФ Киев               |
| 2006/07   | Днепр Днепропетровск        | Козачка-ЗАлК Запорожье      | Тим-СКУФ Киев               |
| 2007/08   | Тим-СКУФ Киев               | Днепр Днепропетровск        | Козачка-ЗАлК Запорожье      |
| 2008/09   | Козачка-ЗАлК Запорожье      | Тим-СКУФ Киев               | Чайка Бердянск              |
| 2008/09   | Днепр Днепропетровск        | Динамо-НПУ Киев             | КПУ-Запорожье Запорожье     |
| 2009/2010 | Днепр Днепропетровск        | Динамо-НПУ Киев             | БК Донбасс Донецк           |
| 2011      | Тим-СКУФ Киев               | Днепр-ДВУФК Днепропетровск  | Козачка Запорожье           |
| 2011/12   | Динамо Киев                 | Регина Баскет Бар           | Тим-СКУФ Киев               |
| 2012/13   | Динамо Киев                 | Елисавет Баскет Кировоград  | Тим-СКУФ Киев               |
| 2013/14   | Елисавет Баскет Кировоград  | Тим-СКУФ Киев               | Интерхим-СДЮСШОР Одесса     |
| 2014/15   | Динамо Киев                 | Интерхим-СДЮСШОР Одесса     | БК Франковск                |
| 2015/16   | Интерхим-СДЮСШОР Одесса     | Динамо — НПУ                | Винницкие Блискавки Винница |
| 2016/17   | Тим-СКУФ Киев               | Авангард Киев               | Интерхим-СДЮСШОР Одесса     |
| 2017/18   | Киев Баскет Киев            | Интерхим-СДЮСШОР Одесса     | Ривне-ОШВСМ Ровно           |
| 2018/19   | Динамо Киев                 | Киев Баскет Киев            | Чайка Бердянск              |
| 2019/20   | Киев Баскет Киев            | Динамо — НПУ                | Ривне-ОШВСМ Ровно           |
| 2020/21   | Прометей                    | Киев Баскет Киев            | Динамо Киев                 |
| 2021/22   | не завершён из-за вторжения | не завершён из-за вторжения | не завершён из-за вторжения |
| 2022/23   | Франковск-Прикарпатье       | СДЮШОР Одесса               | Ровно                       |
| 2023/24   | Франковск-Прикарпатье       | Киев Баскет Киев            | Ровно                       |
| 2024/25   | действующий турнир          |                             |                             |

*- киевский «Тим-Скуф» в последнем туре чемпионата, при спаренных играх, в первом матче с «Козачкой-ЗаЛК» покинул площадку, а на вторую игру не вышел. Команде засчитаны поражения в обоих матчах 20:0 и лишение «серебряных» медалей.

## Достижения клубов
| Клуб                               | Чемпион                             | Всего |
| ---------------------------------- | ----------------------------------- | ----- |
| Козачка (Козачка-ЗАлК) Запорожье   | 1997, 1998, 2001—2006, 2009.        | 9     |
| Динамо (Динамо-НПУ) Киев           | 1992 — 1996, 2012, 2013, 2015, 2019 | 9     |
| Тим-СКУФ Киев                      | 1999, 2000, 2008, 2011, 2017        | 5     |
| Днепр-ДВУФК (Днепр) Днепропетровск | 2007, 2009, 2010.                   | 3     |
| Елисавет Баскет Кировоград         | 2014                                | 1     |
| Интерхим-СДЮСШОР Одесса            | 2016                                | 1     |
| Киев Баскет Киев                   | 2018                                | 1     |